# تپه چغا صفر
تپه چغا صفر مربوط به عصر مس و سنگ سده‌های میانه دوران‌های تاریخی پس از اسلام است و در شهرستان کرمانشاه، بخش ماهیدشت، دهستان ماهیدشت، ۸۰۰ متری جنوب شرق روستای چغا صفر واقع شده و این اثر در تاریخ ۷ اسفند ۱۳۸۶ با شمارهٔ ثبت ۲۱۷۴۹ به‌عنوان یکی از آثار ملی ایران به ثبت رسیده است.